# Egesina pseudocallosa
Egesina pseudocallosa là một loài bọ cánh cứng trong họ Cerambycidae.